# Maechidius cavus
Maechidius cavus är en skalbaggsart som beskrevs av Britton 1957. Maechidius cavus ingår i släktet Maechidius och familjen Melolonthidae. Inga underarter finns listade i Catalogue of Life.